# عمارت تقاطع حافظ و جمهوری
عمارت تقاطع حافظ و جمهوری مربوط به دوره پهلوی اول است و در تهران، خیابان جمهوری و حافظ، گوشه جنوب شرقی واقع شده و این اثر در تاریخ ۱۸ اسفند ۱۳۸۷ با شمارهٔ ثبت ۲۵۳۷۴ به‌عنوان یکی از آثار ملی ایران به ثبت رسیده است.